# Чальма (муниципалитет)
Чальма (исп. Chalma) — муниципалитет в Мексике, штат Веракрус, расположен в регионе Верхняя Уастека. Административный центр — город Чальма.

## Состав
В муниципалитет входит 69 населённых пунктов.